# 中村真崇
中村 真崇（なかむら まさたか、1983年11月7日 - ）は、福岡県北九州市出身の元プロ野球選手（外野手）。右投右打。NPBでは育成選手であった。

## 経歴

### プロ入り前
東筑高時代は、甲子園出場経験は無し。同級生に山本翔（元広島東洋カープ）がいる。
高校卒業後は、関西学生野球連盟に加盟する立命館大学に進学。3年時の春に外野手のレギュラーに定着すると、4番を務めリーグ戦優勝に貢献。自身は、外野手でのベストナインに選出された。第53回全日本大学野球選手権大会に出場したが、初戦敗退に終わった。3年時の秋は、三塁手としてプレー。4年時は、主将としてチームを引っ張った。リーグ通算64試合に出場、204打数59安打、打率.289、2本塁打、23打点。
大学卒業後は、社会人野球のJR東海に入社。1年目の2006年から、第77回都市対抗野球大会に出場するも2回戦で敗退。2年目の2007年は怪我で試合に出られず、また当時の監督だった家接順也の「プロを目指す場所ではない」という方針の元でのチームプレーばかりを徹底させる練習に疑問を感じ、3年目の2008年途中に退社。

### 独立リーグ時代
2008年9月3日、地元球団である四国・九州アイランドリーグの福岡レッドワーブラーズに入団した。
2年目の2009年、4番として打率.361を記録。首位打者のタイトルを獲得し、一塁手でのベストナインに選出された。このときの打率.361は、当時リーグのシーズン記録であった。同年のシーズン終了後、球団が経営難により翌シーズンからのリーグ戦参加の休止を表明していたため、それに伴う救済ドラフトで香川オリーブガイナーズへ移籍。
2010年は、5月に骨折で戦線離脱したものの、復帰してから首位打者争いを繰り広げる。最終戦で逆転され、2年連続での首位打者獲得はならなかったが、リーグ2位の打率.343の成績を挙げた。グランドチャンピオンシップでは3本塁打を打ち、独立リーグ日本一に貢献した。これは現在も個人のシリーズ最多本塁打記録である。また、2年連続でベストナインに選出された。
2011年は、キャプテンとしてチームを引っ張り、打率.303、10本塁打を記録。また、外野手としてベストナインに選出された。

### 広島時代
2011年10月27日、プロ野球ドラフト会議で広島東洋カープから育成2位指名を受けた。同年11月7日、自身の誕生日に契約した。
支配下登録はならず、入団2年目の2013年シーズン終了後、10月1日付で球団から戦力外通告を受けた。同月31日、自由契約公示された。

### 現役引退後
その後は現役を引退し、高知県に在住。福岡レッドワーブラーズ時代の同僚である西村悟が主宰する野球教室「悟塾」に参加し、高知校（月1回開催）の塾長を務めている。

## 詳細情報

### 年度別打撃成績
- 一軍公式戦出場なし

### 独立リーグでの打撃成績
| 年 度     | 球 団     | 試 合 | 打 数 | 得 点 | 安 打 | 二 塁 打 | 三 塁 打 | 本 塁 打 | 打 点 | 盗 塁 | 犠 打 | 犠 飛 | 四 球 | 死 球 | 三 振 | 打 率 |
| --------- | --------- | ----- | ----- | ----- | ----- | -------- | -------- | -------- | ----- | ----- | ----- | ----- | ----- | ----- | ----- | ----- |
| 2008      | 福岡      | 9     | 29    | 2     | 7     | 1        | 1        | 0        | 4     | 1     | 0     | 0     | 4     | 0     | 3     | .241  |
| 2009      | 福岡      | 80    | 302   | 53    | 109   | 22       | 3        | 11       | 54    | 7     | 0     | 0     | 39    | 3     | 44    | .361  |
| 2010      | 香川      | 61    | 201   | 44    | 69    | 14       | 2        | 9        | 46    | 5     | 0     | 5     | 32    | 0     | 27    | .343  |
| 2011      | 香川      | 59    | 218   | 43    | 66    | 13       | 2        | 10       | 47    | 7     | 0     | 4     | 30    | 0     | 27    | .303  |
| 通算：4年 | 通算：4年 | 209   | 750   | 142   | 251   | 50       | 8        | 30       | 151   | 20    | 0     | 9     | 105   | 3     | 101   | .335  |

- 各年度の太字はリーグ最高

### 独立リーグでのタイトル・表彰
タイトル
- 首位打者：1回 （2009年）

表彰
- ベストナイン：3回 （一塁手部門：2009年、2010年 外野手部門：2011年）

### 背番号
- 55 （2008年）
- 3 （2009年）
- 33 （2010年）
- 7 （2011年）
- 127 （2012年 - 2013年）